# Сюрла-Трі
Сюрла́-Трі (рос. Сюрла-Три, чув. Çурлатăри) — присілок у Чувашії Російської Федерації, у складі Моргауського сільського поселення Моргауського району.
Населення — 337 осіб (2010; 387 в 2002, 479 в 1979; 435 в 1939, 393 в 1926, 253 в 1897, 67 в 1858).

## Історія
Історичні назви — Чурадарлі, Чурла-Турли, Чурла-Турла (1917–1925), Сурла-Турла (1925-1927), Серла-Таррі (1927-1929), Сюрла-Тирлі (1929-1935). Утворився як виселок присілку Друга Васькіна (Моргауші). До 1866 року селяни мали статус державних, займались землеробством, тваринництвом, виробництвом взуття. 1925 року відкрито початкову школу. 1929 року створено колгосп «Парне». До 1920 року присілок перебував у складі Акрамовської волості Козьмодемьянського повіту, а до 1927 року — у складі Чебоксарського повіту. 1927 року присілок переданий до складу Татаркасинського, 1939 року — до складу Сундирського, 1944 року — до складу Моргауського, 1959 року — повернуто до складу Сундирського, 1962 року — до складу Чебоксарського, 1964 року — повернутий до складу Моргауського району.

## Господарство
У присілку діють дитячий садок, клуб, магазин.